# Albrecht Böttcher
Pour les articles homonymes, voir Böttcher.
Albrecht Böttcher (né le 29 décembre 1954) est un mathématicien allemand. Son domaine de recherche est l'analyse fonctionnelle.

## Biographie
Böttcher est né à Oberwiesenthal, en Saxe, RDA. Entre 1971 et 1973, il fait partie d'une classe d'élite en mathématiques à l'Université technique de Chemnitz. En 1973, il remporte une médaille d'argent aux 15e Olympiades internationales de mathématiques à Moscou. Böttcher étudie les mathématiques de 1975 à 1979 à Chemnitz, puis se rend à Rostov-sur-le-Don en 1980 pour y étudier et il y obtient un doctorat en 1984. Après avoir terminé sa thèse, intitulée The finite section method for the Wiener-Hopf integral operator, il travaille comme assistant scientifique à l'université de Chemnitz. Depuis 1992, il est professeur d'analyse harmonique et de théorie des opérateurs à l'Université technique de Chemnitz. Depuis 2020, il est professeur émérite.

## Travaux
En 2012, il est l'auteur de neuf livres et près de 180 articles.
Böttcher s'intéresse aux algèbres d'opérateurs et plus particulièrement aux opérateurs de Toeplitz (en) et aux matrices de Toeplitz, sur lesquels il a écrit un ouvrage de référence avec Bernd Silbermann (de).

## Prix et distinctions
En 1992, la Fondation Alfried Krupp von Bohlen und Halbach lui décerne le prix Alfried-Krupp de promotion de jeunes professeurs d'université.
En 1997, Albrecht Böttcher est lauréat avec Yuri I. Karlovich du prix Ferran Sunyer i Balaguer, pour Carleson Curves, Munchenhoupt Weights and Toeplitz Operators.
En 2023 il reçoit la médaille Béla-Szőkefalvi-Nagy.

## Livres (sélection)
- Albert Böttcher et Bernd Silbermann, Analysis of Toeplitz Operators, Springer Berlin, Heidelberg, 2006 (ISBN 978-3-540-32434-8, DOI 10.1007/3-540-32436-4, lire en ligne)
- Albert Böttcher et Sergei M. Grudsky, Spectral Properties of Banded Toeplitz Matrices, SIAM, 2005 (ISBN 978-0-89871-599-6, DOI 10.1137/1.9780898717853, lire en ligne)
- Albert Böttcher et Bernd Silbermann, Introduction to Large Truncated Toeplitz Matrices, Springer New York, 1999 (ISBN 978-0-387-98570-1, DOI 10.1007/978-1-4612-1426-7, lire en ligne)
- Lectures on operator theory and its applications, vol. 3, American Mathematical Society, coll. « Fields Institute Monographs », 1995 (ISBN 978-0-8218-0457-5, DOI 10.1090/fim/003, lire en ligne)

- avec Bernd Silbermann (de) : Invertibility and Asymptotics of Toeplitz Matrices (= Mathematical Research. 17,  (ISSN 0138-3019)). Akademie Verlag, Berlin 1983.
- avec Aad Dijksma, Heinz Langer, Michael A. Dritschel, James L. Rovnyak, Marinus A. Kaashoek : Lectures on Operator theory and its applications (= Fields Institute Monographs. 3). American Mathematical Society, Providence, RI 1996,  (ISBN 0-8218-0457-X).
- avec Yuri I. Karlovich: Carleson Curves, Muckenhoupt Weights and Toeplitz Operators (= Progress in Mathematics. 154). Birkhäuser, Bâle 1997,  (ISBN 0-8176-5796-7).
- avec Sergei M. Grudsky: Toeplitz Matrices, Asymptotic linear algebra and Functional Analysis. Birkhäuser, Bâle, 2000,  (ISBN 0-8176-6290-1).
- avec Yuri I. Karlovich, Ilya M. Spitkovsky: Convolution operators and factorization of almost periodic matrix functions (= Operator Theory. 131). Birkhäuser, Bâle, 2002,  (ISBN 3-7643-6672-9).